# Eutropis cuprea
Eutropis cuprea (мідний сонячний сцинк) — вид сцинкоподібних ящірок родини сцинкових (Scincidae). Ендемік Філіппін. Описаний у 2020 році.

## Поширення і екологія
Мідні сонячні сцинки мешкають в провінції Південний Котабато на півдні острова Мінданао. Вони живуть у вторинних тропічних лісах, в лісовій підстилці та на берегах струмків, трапляються на узліссях, на полях і в садах. Зустрічаються на висоті від 150 до 900 м над рівнем моря.